# Upton upon Severn
Upton upon Severn es una localidad situada en el condado de Worcestershire, en Inglaterra (Reino Unido), con una población estimada a mediados de 2016 de 1834 habitantes.
Se encuentra ubicada al sur de la región Midlands del Oeste, cerca de la frontera con la región Sudoeste de Inglaterra, a la orilla del río Severn —el más largo de Gran Bretaña— y al sur de la ciudad de Birmingham.